# Fabrizio Costa
Fabrizio Costa (né le 31 mai 1954 à Trieste) est un réalisateur italien de télévision et de cinéma.

## Filmographie

### Télévision
- 1989 : E proibito ballare (téléfilm)
- 1992 : L'edera (série télévisée)
- 1993 : Passioni (série télévisée)
- 1995 : Il grande fuoco (it) (série télévisée)
- 1996 : Un coin de soleil (série télévisée)
- 1997 : Fatima (téléfilm)
- 1998 : Le Cœur et l'Épée (Il cuore e la spada) (téléfilm)
- 1999 : Michel Strogoff (téléfilm)
- 2000 : Maria figlia del suo figlio (téléfilm)
- 2001 : Senza confini (téléfilm)
- 2003 : La cittadella (série télévisée)
- 2003 : Mère Térésa de Calcutta (Madre teresa) (téléfilm)
- 2004 : Cime tempestose (téléfilm)
- 2005 : Meucci (téléfilm)
- 2006 : La freccia nera (série télévisée)
- 2006 : On a volé la Joconde (L'uomo che rubò la gioconda) (téléfilm)
- 2007 : Chiara e Francesco (téléfilm)
- 2008 : Don Matteo (série télévisée)
- 2008 : Paolo VI (téléfilm)
- 2010 : Donna detective (série télévisée)
- 2012 : La vita che corre (téléfilm)
- 2012 : Il commissario Nardonne (série télévisée)
- 2013 : Rosso san Valentino (série télévisée)
- 2013 : The Beauty and the Beast (téléfilm)

### Cinéma
- 2002 : Storia di guerra e d'amicizia